# Тамон, Дзиро
Дзиро Тамон (яп. 多門 二郎 Тамон Дзиро:, 1878—1934) — генерал-лейтенант императорской армии Японии, участник японской интервенции в Маньчжурию.
Родился в префектуре Сидзуока в 1878 году. В 1898 году окончил Рикугун сикан гакко. Участвовал в русско-японской войне. После войны обучался в Рикугун дайгакко (окончил в 1909 году), и был назначен начальником штаба 6-й дивизии. Далее командовал 62-м пехотным полком, провёл шесть месяцев в поездке по Европе. В 1920 году был в Сибири вместе с 27-м пехотным полком в составе японских войск в России. Во время Николаевского инцидента командовал отдельной войсковой группой («группа Тамона»). Позднее Дзиро Тамон был прикомандирован к Сахалинским экспедиционным силам, с 1921 по 1922 годы командовал 2-м полком, с 1922 по 1924 годы был начальником штаба 4-й дивизии, потом получил под командование 6-ю бригаду. С 1925 по 1927 годы возглавлял 4-е бюро Генерального штаба, затем вернулся в Рикугун дайгакко — сначала в качестве директора, а с 1929 года — в качестве коменданта.
С 1930 по 1933 годы, уже будучи генерал-лейтенантом, Дзиро Тамон командовал 2-й дивизией. Будучи в Маньчжурии, он участвовал в захвате Хэйлунцзяна, Цзиньчжоуской операции, взятии Харбина. В 1933 году был отправлен в резерв и ушёл в отставку.